# ФК „Академик“ (София)
Вижте пояснителната страница за други значения на Академик.
ФК „Академик“ е български футболен клуб от София, основан през 1947 г. Член е на създаденото по същото време Студентско физкултурно дружество „Академик“. Играе домакинските си срещи на стадион „Академик“ до зала „Фестивална“ в София. Основните цветове на клуба са небесносиньо и бяло.
Клубът е двукратен бронзов медалист в А група през 1950 и 1975/76. Финалист за Националната купа през 1951. Балкански клубен шампион през 1974 г. Има две участия в Купата на УЕФА през 1976/77 и 1981/82. С най-много участия за отбора в А група е Илия Чалев с 253 мача, а голмайстор е Младен Василев с 68 гола.

## История

### Началото /1940 – 1949/
След 1940 г. в България все по-голяма популярност набират организираните първенства във ВУЗ-овете. Именно те могат да се посочат за начални изяви на студентския футбол в България. Междустудентските шампионати дават основата, на която през 1947 г. се ражда футболен клуб „Академик“. През първите две години отборът играе в Софийската градска група.

### Утвърждаването /1949 – 1952/
През 1949 г. е организиран квалификационен турнир между софийските клубове за попълване на А РФГ. „Студентите“ завършват на пето място в него и добиват право на участие в майсторската група. Те разполагат с много силен състав, умело ръководен от треньорите Венцеслав Ангелов (преподавател по футбол във ВИФ) и Борислав Каменски. Любопитното е, че в „Академик“ играе един от първите чуждестранни състезатели, подвизавали се в България. Две години част от „студентите“ е албанският национал Скендер Бегея, който по това време учи в София. С негова помощ, в първата си година в А група през 1950 г., тимът се представя повече от добре и завършва на трето място, окичвайки се с бронзовите медали. В състава личат имената на футболисти като Васил Спасов, Христо Конаков, Т. Павлов, Димитър Самсаров, Д. Златев, К. Чипев, Д. Димитров /Пиката/, Г. Русев /Мотора/, Ив. Атанасов, Р. Априлов, Г. Младжов, С. Добрев, Ив. Трендафилов, Христо Найденов, Ст. Гецов, К. Костов, Янко Янков, Асен Павлов, А. Алексиев.
Година по-късно „Академик“ завършва на четвърто място в първенството и играе на финала за Купата на Съветската армия, където губи с 0:1 от ЦСКА след продължения. Впоследствие обаче, „студентите“ са напуснати от част от основните си футболисти и през 1952 г. изпадат от А група, завършвайки на предпоследното 11-о място.

### Нагоре-надолу /1952 – 1969/
След изпадането си от А група през 1952 г., „Академик“ 13 години неуспешно се опитва да се завърне сред майсторите. В този период отборът участва в Софийската градска група (1953 – 1956) и в Б РфГ (1957 – 1964). През сезон 1963/64 г. „студентите“ завършват на първо място в Южната Б група и печелят промоция за елита. Прекарват обаче само един сезон при майсторите, преди отново да изпаднат и за кратко да изчезнат от футболната карта. Между 1965 и 1967 г. „Академик“ няма представителен футболен отбор. През 1967 г. със задачата да сформира нов тим се заема Данко Роев. Впоследствие специалистът ще остави името си със „златни“ букви в историята на клуба. На Роев са му нужни само две години, преди да върне „Академик“ сред майсторите.

### Златни години /1969 – 1979/
Между 1969 г. и 1979 г. са най-силните 10 години в клубната история на „Академик“. Отборът е неизменен участник в А група и постига редица успехи. В селекцията си Роев разчита на играчи като Младен Василев, Иван Вуцов, Людмил Горанов, Илия Чалев, Георги Тиханов, Иван Тишански, Тодор Паунов, Лозан Лозанов, Юлиян Иванов, Симеон Янков, Петър Зафиров, Милен Горанов и Борис Ангелов.
През 1974 г. „Академик“ триумфира с Балканската клубна купа, надделявайки във финала над Вардар (Скопие). В Македония мача завършва 0:0, а в София „студентите“ печелят с 2:0. През същата година „Академик“ става световен студентски вицешампион на първенството във Франция и стига до трето място в турнира за Купата на Съветската армия. С това обаче далеч не се изчерпват постиженията на „златния“ тим на Данко Роев.
През 1976 година „Академик“ завършва на трето място в А група и добива правото да представя България в турнира за Купата на УЕфА. В първия кръг „студентите“ срещат чешкия гранд Славия (Прага) и го елиминират след впечатляваща домакинска победа с 3:0 и загуба в Прага с 0:2. В следващия кръг на пътя на „Академик“ излиза великият Милан. На 20 октомври 1976 г. „студентите“ изиграват уникален мач и подчиняват италианския гранд с 4:3 пред 15 000 зрители на националния стадион. Два гола за успеха бележи Тодор Паунов, а по веднъж точни са Красимир Манолов и Александър Димитров. За Милан бележат Фулвио Куловати и Фабио Капело – 2. В редиците на „росонерите“ са също Джани Ривера, Алберто Бигон и редица други звезди. В ревашна обаче „Академик“ губи с 0:2, макар да играе много добре и да получава отлични оценки в пресата на Апенините.
През 1979 г. „Академик“ изпада в Б група, но престоява само сезон във втория ешелон, преди отново да се завърне в елитната група на България. През сезон 1980/81 г. „небесносините“ завършват на четвърто място и за втори път се класират за евротурнирите. Там те се изправят в първия кръг срещу немския 1. ФК Кайзерслаутерн и биват елиминирани след две минимални загуби – 0:1 и 1:2. В края на кампания 1981/82 г. „студентите“ отново изпадат в Б група и това слага началото на упадъка им.

### Упадъкът /1982 – 2007/
През 80-те години на XX век „Академик“ стремглаво губи позициите си в българския футбол, извоювани през близо 40-годишната история на клуба, и бързо стига до аматьорските дивизии. В средата на 90-те години е направен опит клубът да бъде реанимиран и той за кратко се подвизава в Б група. Отново обаче следва падение и то още по-болезнено. През сезон 1999 – 00 г. „студентите“ стигат до възможно най-ниското стъпало в йерархията на футбола ни – областните групи.

### Новото начало /2007 – 2015/
През лятото на 2007 г. „Академик“ се обединява с „Вихър“ (Горубляне), който е спечелил промоция за Б група. По този начин „студентите“ отново се завръщат в професионалния футбол. За президент на клуба е избран Манол Велев, който се заканва до три години отборът да се завърне в елитната дивизия. В тима са привлечени доста юноши на Левски, ЦСКА, Славия и Локо София, които не получават шанс за изява в родните си клубове. През сезон 2007/08 „Академик“ завършва на 10-о място в класирането, а през следващата кампания на 8-о. През 2009/10 идва пробивът. „Студентите“ се класират на второ място в Западната Б група и печелят правото да играят плейоф за влизане в А група с втория отбор на Изток – Несебър. На 23 май на стадиона в Стара Загора „Академик“ побеждава с 2:1 с два гола на Николай Божов и се завръща сред елита на футболна България след 28-годишна пауза. Въпреки това, отборът изпада още на следващия сезон. През сезон 2011/12 изпитват финансови затруднения и в края на сезона им е отнет професионалният лиценз. От 2013/14 Академик се състезава в А ОФГ София. През сезон 2014/15 Академик отново се състезава в А ОФГ София. На 02.06.2015 г. ФК „Академик“ е вписан в Националния регистър на лицензираните спортни организации в ММС. През сезон 2015/16 Академик спира съществуването си.
През 2017 г. ФК Академик (София) е възстановен и започва от Областни аматьорски футболни групи.

## Участия в европейските клубни турнири
| Сезон   | Турнир       | Етап   | Страна | Отбор          | Домакин | Гост | Резултат |
| ------- | ------------ | ------ | ------ | -------------- | ------- | ---- | -------- |
| 1976/77 | Купа на УЕФА | 1 кръг |        | Славия (Прага) | 3:0     | 0:2  | 3:2      |
| 1976/77 | Купа на УЕФА | 2 кръг |        | Милан          | 4:3     | 0:2  | 4:5      |
| 1981/82 | Купа на УЕФА | 1 кръг |        | Кайзерслаутерн | 0:1     | 1:2  | 1:3      |

## Почетни листи в А група
|    | Име             | Период                   | Мачове |
| -- | --------------- | ------------------------ | ------ |
| 1  | Илия Чалев      | 1969 – 1970; 1972 – 1979 | 253    |
| 2  | Младен Василев  | 1969 – 1977              | 209    |
| 3  | Юлиян Иванов    | 1971 – 1978              | 209    |
| 4  | Богомил Симов   | 1971 – 1977              | 177    |
| 5  | Борис Ангелов   | 1969 – 1971; 1974 – 1978 | 172    |
| 6  | Лозан Лозанов   | 1971 – 1977              | 156    |
| 7  | Стефан Първанов | 1969 – 1978              | 154    |
| 8  | Людмил Горанов  | 1969 – 1975              | 147    |
| 9  | Петър Зафиров   | 1969 – 1974              | 141    |
| 10 | Тодор Паунов    | 1972 – 1978              | 132    |

|    | Име              | Период      | Голове |
| -- | ---------------- | ----------- | ------ |
| 1  | Младен Василев   | 1969 – 1977 | 68     |
| 2  | Милен Горанов    | 1971 – 1975 | 38     |
| 3  | Альоша Димитров  | 1976 – 1981 | 33     |
| 4  | Богомил Симов    | 1971 – 1977 | 30     |
| 5  | Иван Трендафилов | 1949 – 1953 | 26     |
| 6  | Васил Спасов     | 1949 – 1952 | 21     |
| 7  | Йордан Николов   | 1974 – 1979 | 18     |
| 8  | Христо Конаков   | 1949 – 1953 | 16     |
| 9  | Кирил Миланов    | 1972 – 1973 | 16     |
| 10 | Красимир Манолов | 1976 – 1978 | 16     |